# Hearts and Flowers (film 1914 Victor)
Hearts and Flowers è un cortometraggio muto del 1914. Il nome del regista non viene riportato nei credit del film, il terzo uscito quell'anno nelle sale statunitensi con lo stesso titolo. Prodotto dalla Victor Film Company, aveva come interpreti J. Warren Kerrigan, Cleo Madison, Edith Bostwick, George Periolat, William Abbott.

## Produzione
Il film fu prodotto dalla Victor Film Company

## Distribuzione
Distribuito dall'Universal Film Manufacturing Company, il film - un cortometraggio in una bobina - uscì nelle sale cinematografiche degli Stati Uniti il 9 marzo 1914.